# William James Kennedy (géologue)
William James "Jim" Kennedy est un géologue britannique.

## Biographie
Jim Kennedy étudie à l'Université de Londres.
Kennedy est membre du Wolfson College d'Oxford et professeur de sciences de la Terre à l'Université d'Oxford. Il est conservateur des collections géologiques au musée d'histoire naturelle de l'université d'Oxford.
Kennedy reçoit la médaille Prestwich de la Société géologique de Londres en 1990, la médaille Neville George de la Geological Society of Glasgow en 1992 et la médaille d'or de zoologie de la Linnean Society en 2002, et est le premier récipiendaire de la médaille paléontographique décernée par la Société paléontographique en 2014.
Il est président par intérim du Wolfson College en 1993–94 entre les présidents permanents du collège.
Le 1er octobre 2003, Kennedy est nommé directeur du musée d'histoire naturelle de l'Université d'Oxford. Il est également professeur d'histoire naturelle. Ses recherches portent sur la géologie et la paléontologie du Crétacé et il a un intérêt particulier pour les ammonites.
Kennedy est membre émérite du Kellogg College d'Oxford.